# Gouvernement Donev II
Pour l’article homonyme, voir Gouvernement Donev.
République de Bulgarie
Donev I Denkov
Le gouvernement Donev II (en bulgare : Правителството на Гълъб Донев) est le gouvernement de la république de Bulgarie en fonction du 3 février 2023 au 6 juin 2023.

## Historique et coalition
Dirigé par le Premier ministre indépendant sortant Galab Donev, ce gouvernement exercait la direction de l'État jusqu'à la tenue des élections législatives anticipées du 2 avril 2023,. À ce titre, il n'est constitué et soutenu par aucun parti politique, l'Assemblée nationale se trouvant dissoute.
Il est formé consécutivement à l'échec de la formation d'un gouvernement à la suite des élections législatives de 2022.
Il succède donc au gouvernement précédent, constitué dans des conditions identiques à la suite de l'échec de la formation d'un gouvernement après la chute du gouvernement Petkov.

## Composition
- Par rapport au gouvernement Donev I, les nouveaux ministres sont indiqués en gras, ceux ayant changé d'attributions en italique.

| Portefeuille                                                                                           | Titulaire | Titulaire                                             | Parti |
| --- | --------- | ----------------------------------------------------- | ----- |
| Premier ministre                                                                                       |           | Galab Donev                                           | Sans  |
| Vice-Premier ministre Chargé des Politiques économiques Ministre du Travail et de la Politique sociale |           | Lazar Lazarov (bg)                                    | Sans  |
| Vice-Premier ministre Ministre des Transports et des TIC                                               |           | Hristo Alexiev (bg)                                   | Sans  |
| Vice-Premier ministre Chargé de l'Ordre et de la Sécurité Ministre de l'Intérieur                      |           | Ivan Demerdzhiev (bg)                                 | Sans  |
| Vice-Premier ministre Chargé des Fonds européens                                                       |           | Atanas Pekanov (bg)                                   | Sans  |
| Ministre des Finances                                                                                  |           | Rositsa Atanasova Velkova-Zheleva (bg)                | Sans  |
| Ministre de la Défense                                                                                 |           | Dimitar Stoyanov (bg)                                 | Sans  |
| Ministre de la Santé                                                                                   |           | Asen Medzhidiev (bg)                                  | Sans  |
| Ministre du Développement régional et des Travaux publics                                              |           | Ivan Shishkov (bg)                                    | Sans  |
| Ministre de l'Éducation et de la Science                                                               |           | Sasho Penov (bg)                                      | Sans  |
| Ministre des Affaires étrangères                                                                       |           | Nikolay Milkov (bg) (jusqu'au 02/05/2023) Ivan Kondov | Sans  |
| Ministre de la Justice                                                                                 |           | Krum Zarkov (bg)                                      | BSP   |
| Ministre de la Culture                                                                                 |           | Nayden Todorov (en)                                   | Sans  |
| Ministre de l'Environnement et de l'Eau                                                                |           | Rositsa Karamfilova-Blagova                           | Sans  |
| Ministre de l'Agriculture, de l'Alimentation et des Forêts                                             |           | Yavor Gechev                                          | BSP   |
| Ministre de l'Économie et de l'Industrie                                                               |           | Nikola Stoyanov                                       | Sans  |
| Ministre de l'Énergie                                                                                  |           | Rosen Hristov                                         | Sans  |
| Ministre de l'Innovation et du Développement                                                           |           | Alexander Pulev                                       | Sans  |
| Ministre du Tourisme                                                                                   |           | Ilin Dimitrov (bg)                                    | PP    |
| Ministre de la Jeunesse et des Sports                                                                  |           | Vesela Lecheva                                        | BSP   |
| Ministre du Gouvernement numérique                                                                     |           | Gueorgui Todorov (bg)                                 | Sans  |